# Dättnau

Karte von Dättnau und Steig inkl. Dättnauerweiher

Dättnau ist ein Quartier der Stadt Winterthur mit 3700 Einwohnern (Stand 2022). Zum Quartier gehört neben dem eigentlichen Dättnau auch die Siedlung Steig, eine aus wenigen Plattenbauten bestehende Siedlung an der Steigstrasse Richtung Brütten. Das Quartier bildet zusammen mit den Quartieren Schlosstal, Eichliacker und Rossberg den Stadtkreis 4 (Töss).

## Geografie

### Geografische Lage
Dättnau befindet sich am südwestlichen Stadtrand von Winterthur in einem Seitental in leicht erhöhter Lage südwestlich über Töss. Es ist fast komplett von Wald umschlossen: Im Südwesten der Dättnauerberg und im Norden der Ebnet, der mit einem schmalen Ausläufer in den Osten das Quartier umschliesst. Im Nordwesten befindet sich in einer ehemaligen Lehmgrube, die durch Funde von Versteinerungen von sich reden gemacht hat, der Dättnauerweiher. Dieser bildet zusammen mit seiner unmittelbaren Umgebung ein Naturschutzgebiet. Der bebaute Teil des Quartiers befindet sich grösstenteils an südwestlich abfallender Hanglage.
Die eigenständige Siedlung Steig befindet sich in einer Lichtung westlich oberhalb der Zürcherstrasse Richtung Brütten und besteht aus sieben Wohnblöcken, drei mit 8 Stockwerken und vier mit 4 Etagen. Auch zum Quartier gehören die Autogaragen sowie das Musikhaus bei der Steigmühle zwischen Steig und Dättnau.

### Geologie
Das Dättnauertal entstand beim Rückzug der Gletscher in der letzten Eiszeit vor 18'000 Jahren. Das Schmelzwasser der sich zurückziehenden Gletscher frass sich in die Süsswassermolasseschicht ein, und ein 170 Meter tiefes Tal entstand. Als sich der Gletscher weiter zurückzog, entstand daraus ein Trockental. Das an den Hängen vom Gletscher zurückgelassene Moränenmaterial rutschte langsam in die Talsohle ab und füllte das Tal wieder um 50 Meter auf. Die oberste Schicht von etwa 10 Meter reicherte sich dabei mit Lehm an.
Vor etwa 12'400 Jahren wurde das Tal durch Birken bewaldet, die jedoch relativ schnell von Föhren ins Unterholz verdrängt wurden. Dieser Wald verschwand jedoch vor 10'800 Jahren bei einer erneut einbrechenden Kälteperiode wieder. Nach der 800 Jahre dauernden Kältephase wurde das Dättnau wieder in der gleichen Reihenfolge bewaldet. Nochmals 1'000 Jahre später mussten die Föhrenwälder schliesslich Buchen-Eichenmischwäldern weichen. Diese Erkenntnisse über die Bewaldung des Dättnaus konnten infolge von gefundenen fossilen Baumresten während des Lehmabbaus durch die Keller AG Ziegeleien von 1968 bis 1988 auf dem Gebiet des heutigen Dättnauerweihers gemacht werden.

## Bevölkerung
Dättnau ist noch ein relativ junges Quartier und entstand erst Mitte des 20. Jahrhunderts. Zuvor existierten lediglich Bauernhöfe und Reben in diesem Nebental. Seit dem Bau der Rieter-Arbeitersiedlung in den 1940er-Jahren stieg die Bevölkerungszahl im Quartier rasant an, und das Dättnau ist bis heute ein Hauptentwicklungsgebiet der Stadt.
Ende 2011 hatte Dättnau die 3000-Einwohner-Marke überschritten, wovon 800 Einwohner auf die Siedlung Steig entfallen. Hierbei gibt es markante soziokulturelle Unterschiede zwischen der Siedlung Steig und dem restlichen Dättnau. Steig ist eine Plattenbausiedlung aus den 1960er-Jahren, die einen Ausländeranteil von über 55 % (2007) aufweist mit vielen Personen aus demselben Sprachraum und aus einkommensschwachen Bevölkerungsschichten. Auch beim Bildungsniveau zeigt sich dieser Unterschied: Während in Steig 51,7 % einen Volksschulabschluss als höchsten Bildungsabschluss ausweisen können, sind es im restlichen Dättnau mit 20,8 % (2005) bedeutend weniger, die lediglich die obligatorische Volksschule abgeschlossen haben.
Über das ganze Dättnau hinweg gesehen hat das Quartier einen Ausländerschnitt von 36,7 % (2016). Dieser Wert ist leicht höher als der gesamtstädtische Schnitt, jedoch unter dem Ausländeranteil des restlichen Stadtkreises. Dättnau und Steig sind bei Familien beliebt, so weist das Quartier mit einer Kinder- und Jugendlichenquote von 25 % (2016) einen der höchsten Anteile in der Stadt auf – 5 % höher als der kommunale Durchschnitt. Die Zahl der Einpersonenhaushalte ist dementsprechend niedrig, er beträgt im Dättnau (ohne Steig) gerade mal 6,9 % (2005). Im 2016 publizierten städtischen Sozialmonitoring, das sich unter anderem auf Einkommensdaten, Erwerbs- und Sozialhilfestatus stützt, liegt das Quartier im Winterthurer Durchschnitt.

## Wappen

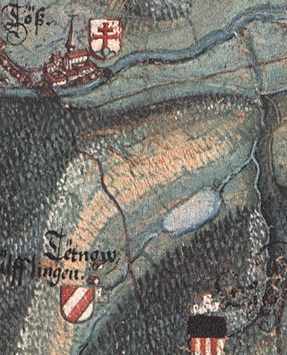
Das Dättnauertal auf der Gygerkarte von ca. 1650

Die Blasonierung des Wappens lautet: «In Blau ein silberner, aufgerichteter Bär». Dies ist das überlieferte Wappen des Rittergeschlechts von Dättnau. Das Tragen dieses Wappens wurde Dättnau 1990 von der Stadt Winterthur zugestanden.
Neben diesem offiziellen Wappen gibt es jedoch noch eine zweite Version, die von Anders Edlibach und auf der Gygerkarte (siehe Bild) als ein dreimal schräglinks in rot und silber geteiltes Wappen überliefert ist.

## Bildung
Im Quartier gibt es drei Kindergärten und ein Primarschulhaus, die zusammen innerhalb der geleiteten Primarschule Töss die Schuleinheit Laubegg bilden, benannt nach dem Primarschulhaus. Es gehören dazu die Primarschule Laubegg, der direkt neben dem Schulhaus gelegene Kindergarten Dättnau und der Kindergarten «am Weiher» bei der Busendstation Dättnau. In der Steig gibt es ebenfalls einen eigenen Kindergarten.
Das Oberstufenschulhaus für ganz Töss ist das Schulhaus Rosenau im Quartier Eichliacker, das von den Schülern entweder per Bus, Velo oder zu Fuss erreicht werden kann. Die weiterführenden Kantonsschulen sind im Stadtzentrum zu finden.

## Geschichte

Am Beginn seines Wachstums: Das Dättnau im Jahr 1983

Es wird vermutet, dass bereits im 6. Jahrhundert die Alemannen das erste Mal einen Hof im heutigen Dättnau errichteten. Der Name Dättnau selbst kann dabei von Tattinowa hergeleitet werden, was wiederum soviel heisst wie die Au des Tatto. Daher ist anzunehmen, dass der Boden, auf dem der erste Bauernhof entstand, einem gewissen Tatto gehörte.
Im Mittelalter wird am 9. Juni 1271 oder 1272 erstmals ein «Ritter von Dättnau» erwähnt, der zu den Minestralien von Habsburg gehört. Dieser ist dann wahrscheinlich auch derselbe, der von 1282 bis 1288 als Ritter Peter von Dättnau überliefert ist, der in einer Weiherburg oder Sumpfburg in Form eines Wohnturms (Burg Dättnau) nahe der bereits zur römischen Zeit bestehenden Kreuzung zwischen dem Brüttemer Fussweg und der damaligen Dättnauerstrasse gelebt haben soll. Peter von Dättnau war von 1282 bis 1294 Ammann von Zug. Auch bekannt ist sein Sohn Welti von Dättnau, der 1339 zu den Zürchern Bürgern gehört, die die Ritter Wisso, Heinrich Stagel und deren Verbündete bei der Einführung der Zürcher Zunftsverfassung 1336 gefangen genommen und entführt haben. Er ist zugleich der letzte bekannte Vertreter des Geschlechts von Dättnau. Oberhalb des Dättnaus befand sich im 13. Jahrhundert auf einem Geländesporn des Dättnauerbergs die Burg Buch, Sitz des Minestraliengeschlechts von Brütten, die Gefolgsleute des Klosters Einsiedeln waren.
Die im 13. Jahrhundert erstmals erwähnte aus zwei Höfen bestehende Hofsiedlung Dättnau wurde am 16. Dezember 1272 vom habsburgischen Ministerialen Ulrich von Adlikon an das Kloster Töss verkauft. In den 1270er-Jahren kaufte das Kloster Töss dann auch noch den Hof Lüchental, der Hanf und Flachs anbaute und bis 1420 in den Urkunden zu finden ist. Ausserdem liessen die Ordensschwestern im Dättnau einen Fischteich anlegen. Mit der Reformation 1525 wurde das Kloster schliesslich aufgehoben und die Verwaltung von dessen Besitzungen vom Klosteramt Töss übernommen. Von diesem kaufte die Gemeinde Töss den Hof Dättnau drei Jahre später für 3000 Pfund ab, um seinen Bürgern landwirtschaftliches Land zu bieten. Die Gemeinde erliess nach dem Kauf für das Dättnau ein Bauverbot, lediglich der Bau einer Scheune wurde den dort ansässigen Bauern noch erlaubt. Die Offnung verlor erst nach dem Einmarsch von Napoleon 1798 ihre Bedeutung. Bald danach entstanden im Dättnau zwei neue Wohnhäuser, jedoch waren die Einwohner von Dättnau nicht Bürger der Gemeinde Töss. Dieser Umstand führte 1820 zur Gründung einer eigenen Zivilgemeinde. Im Jahr 1850 sind im Dättnau 43 Einwohner überliefert. Die Zivilgemeinde Dättnau konnte jedoch auf Dauer trotz hohen Steuern ihren Verpflichtungen nicht nachkommen, sodass dieselbe 1874 wieder aufgehoben wurde und die entsprechenden Aufgaben von der politischen Gemeinde Töss übernommen wurden. 1896 baute die Firma Keller-Liechti eine  bereits bestehende Ziegelhütte in eine dazumals noch mit Dampf betriebene Ziegelei aus, die im Gebiet des heutigen Dättnauerweihers Lehmabbau betrieb und dabei auch historisch wertvolle Erkenntnisse über die Vegetation zur Eiszeit im Dättnau lieferte. In einem Lexikon von 1902 ist im Dättnau von 69 Einwohnern in 11 Häusern die Sprache.
Die Überbauung des Gebiets begann 1942 mit der Errichtung von Arbeiterwohnungen durch die Maschinenfabrik Rieter an der Dammwiesenstrasse – 1950 zählte das Quartier dank der Arbeitersiedlung um die 250 Bewohner. Seither entwickelte sich der Einwohnerbestand des Quartiers beständig, was bis heute anhält. 1959 wurde ein Quartierverein gegründet, der sich fortan für die Belange des Quartiers einsetzte. In den 1960er-Jahren entstand im Sinne des verdichteten Bauens die Plattensiedlung Steig. Weitere Meilensteine in der Quartiergeschichte waren die Errichtung des Kindergartens 1992 sowie ein Jahr darauf am 23. Mai 1993 die Eröffnung einer eigenen Buslinie in das aufstrebende Quartier. Das Primarschulhaus Laubegg wurde 2001 eröffnet; da dieses jedoch nach einer Budgetkürzung durch die bürgerliche Mehrheit im Gemeinderat kleiner als ursprünglich geplant ausgeführt wurde, musste es bereits nach zwei Jahren erweitert werden und hat heute noch Platzmangel, insbesondere im Hinblick auf das ständige Wachstum des Quartiers. Der Preis des Schulhauses hat sich durch diese Etatkürzung um ein Vielfaches erhöht.

## Kultur und Freizeit

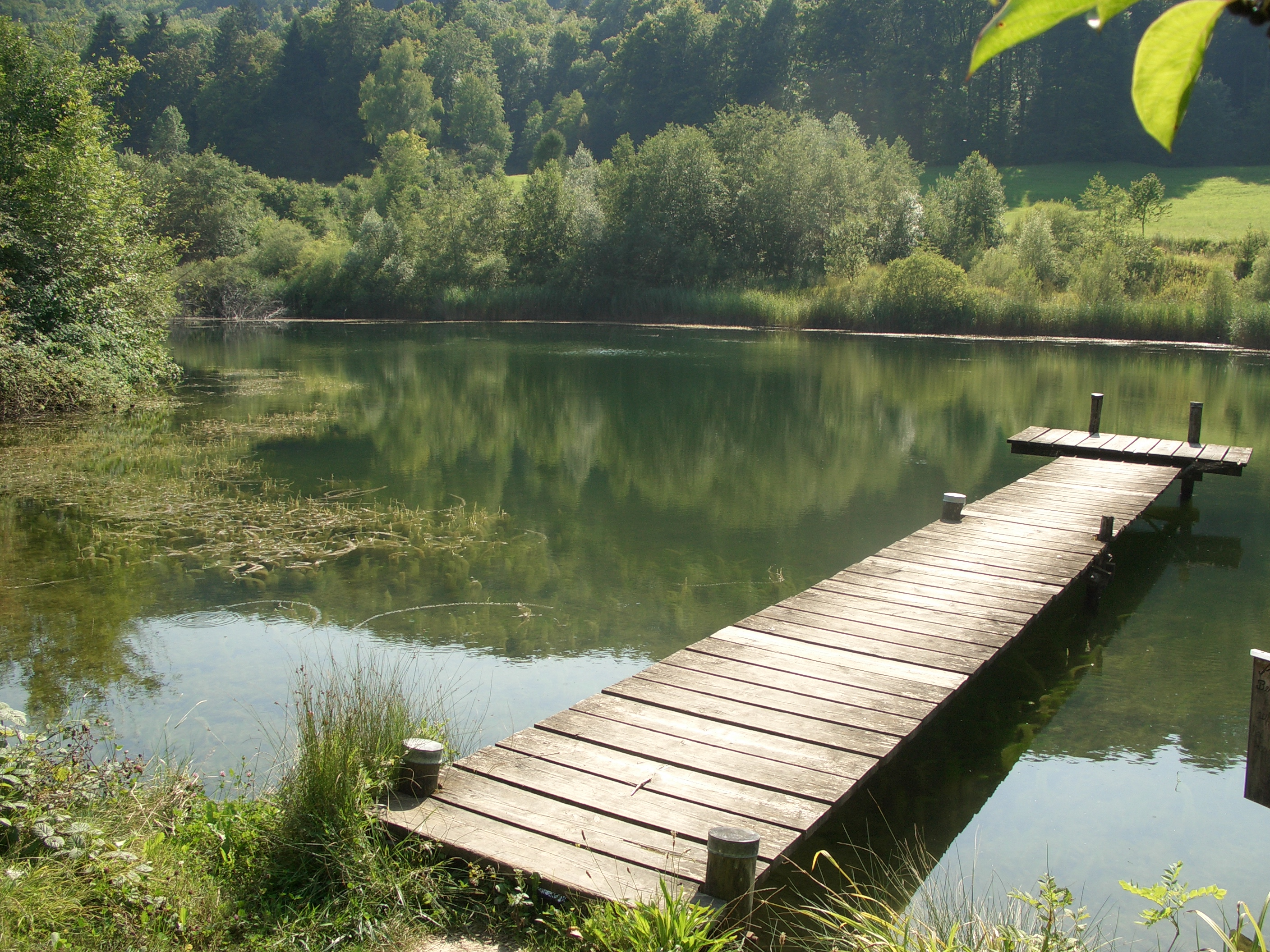
Der Dättnauerweiher (Naturschutzgebiet)

Im Dättnau befindet sich eine BMX-Bahn, die von Powerbike Winterthur benutzt wird und 2011 bereits zum fünften Mal Austragungsort von zwei EM-Läufen war. Der Verein brachte mehrere Olympiateilnehmer hervor. Der ortsansässige Hornussenclub hat seit 1978 sein Spielfeld mit Clublokal im Dättnau und spielt zurzeit in der zweithöchsten Nationalliga B.
Als Naherholungsgebiet bietet sich neben den Wäldern, die das Quartier grossflächig umgeben, auch das Naturschutzgebiet «Dättnauerweiher» an, das in einer ehemaligen Lehmgrube liegt. Auch ist das Dättnau Ausgangspunkt eines 5 km langen und mit 12 Informationstafeln versehenen Naturwegs, der von der Busendstation Dättnau zum Bahnhof Wülflingen führt. In der Steig gibt es einen Abenteuerspielplatz sowie im Dättnau eine Freizeitanlage mit Spielplatz, der für Veranstaltungen des Quartiervereins Dättnau-Steig genutzt und weitervermietet wird. Zwischen Steigmühle und Steig befindet sich die «Freizeitarena Steig» mit einer 400 Meter langen Kartbahn und einem Kinderparadies.
Gastronomisch gibt es im Dättnau an der Dättnauerstrasse das Klublokal der «Cooking Fellows», das jeden Freitagabend geöffnet hat sowie bei der Steigmühle mit dem «Mangalbasi» das erste Restaurant von Royal Döner. Seit 2021 wird in einem Neubau auf dem ehemaligen Areal der Ziegelei das Café Ziegelstei betrieben.

## Wirtschaft

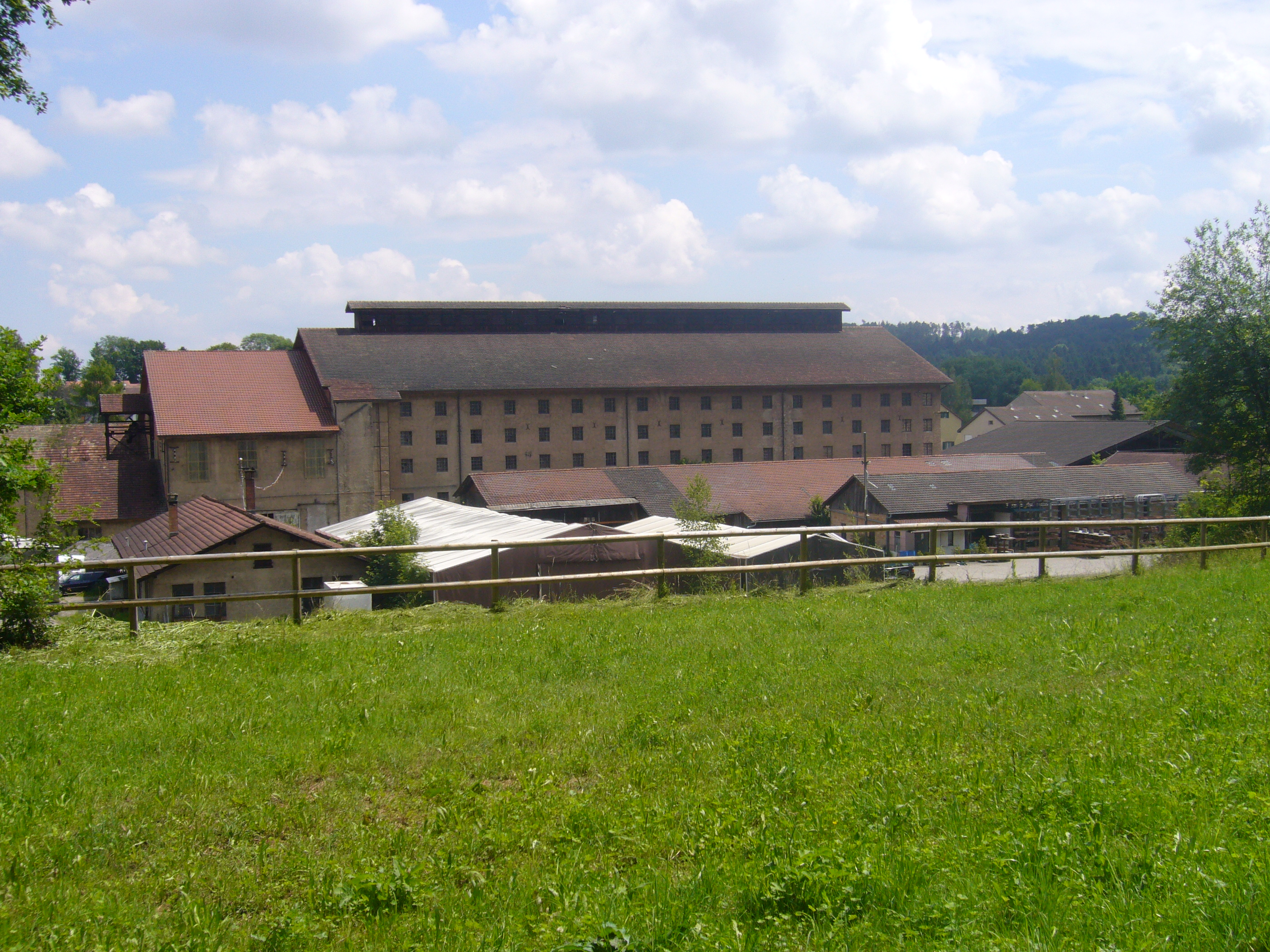
1896 wurde von der Firma Keller die Ziegelei Dättnau eröffnet (im Frühling 2015 abgebrannt)

Das Dättnau sowie die Steig sind beides Wohnquartiere ohne grössere industrielle oder gewerblich genutzte Zonen. Bevor 1896 die Keller-Ziegeleien im Dättnau mit dem Lehmabbau begannen, wurde das Tal landwirtschaftlich genutzt, und an den steilen Hängen gab es Rebberge, die heute komplett verschwunden sind.
Heute gibt es in der Steigmühle mehrere Autohändler und das Musikhaus Steigmühle, das Proberäumlichkeiten für Bands und Geschäftsflächen beherbergt. Die Migros und Denner bieten mit ihren Filialen am Ziegeleiplatz ein umfangreiches Warensortiment an.

## Verkehrsanbindung
Die Hauptlinie ins Dättnau ist die Buslinie 5 (Technorama – HB – Dättnau) von Stadtbus Winterthur, die das Quartier im Viertelstundentakt bedient. Die Siedlung Steig wird vom Regionalbus 660 (HB – Brütten – Nürensdorf – Bassersdorf) bedient. Am Wochenende wird das Dättnau von der Nachtlinie N1 (Oberwinterthur – HB – Dättnau) und die Siedlung Steig von der Nachtlinie N66 (HB – Töss – Brütten – Nürensdorf – Bassersdorf – Lindau – Kemptthal) angefahren.
Die Dättnauerstrasse verbindet das Dättnau über Neuburg mit Wülflingen. Die Siedlung Steig liegt an der Steigstrasse, die nach Brütten hinauf führt. Der Autobahnanschluss Winterthur-Töss an der A1/A4 befindet sich in unmittelbarer Nähe zum Quartier.
Im städtischen Verkehrskonzept ist provisorisch ein Velolift eingezeichnet, der ins Dättnau führen soll.
Eine wichtige Verbindung ins Dättnau für Fussgänger ist der Auenrainstutz, der zu Fuss die schnellste Verbindung nach Töss darstellt. Er wird auch oft von Fahrradfahrern genutzt, obwohl auf dieser Strecke ein allgemeines Fahrverbot besteht.